# Těstoviny

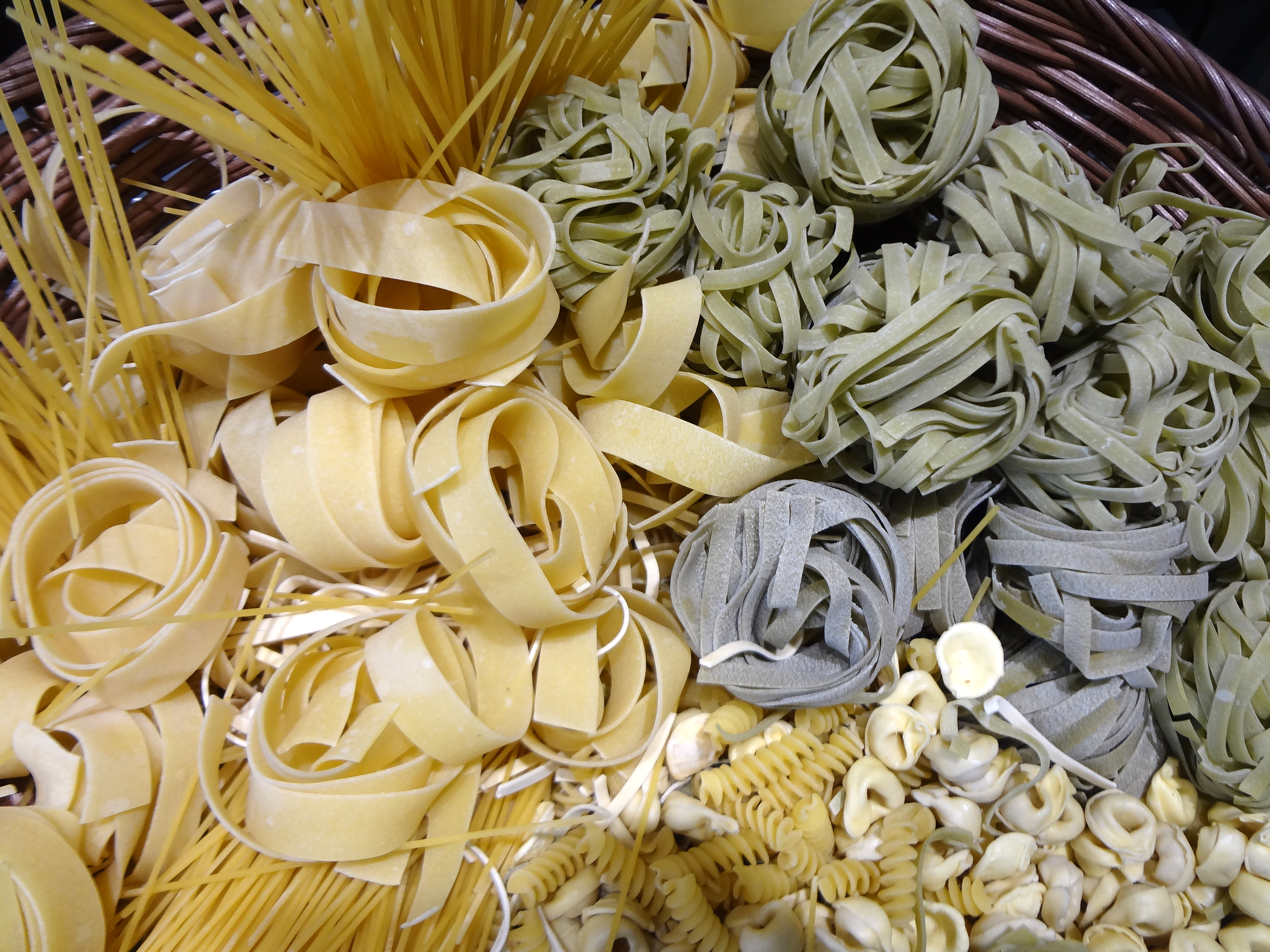
Různé druhy těstovin

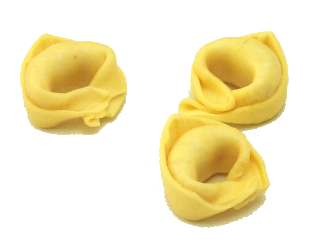
Tortellini

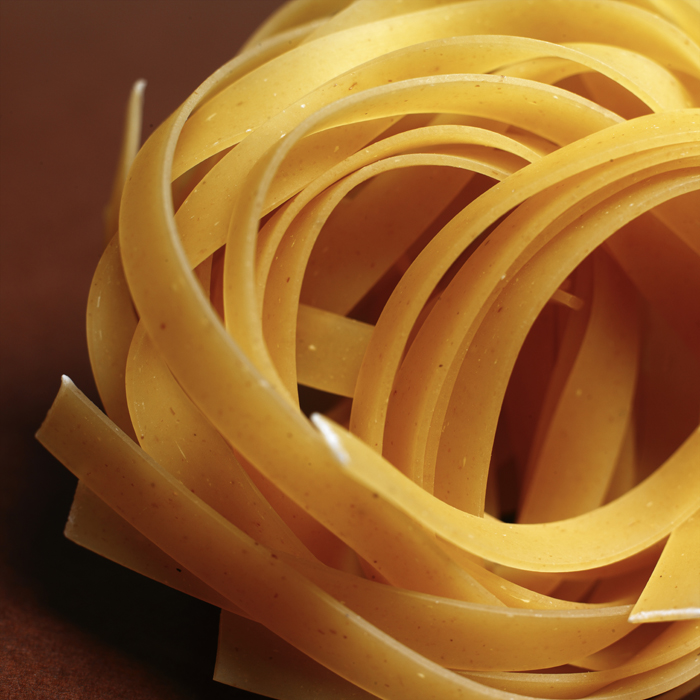
Tagliatelle

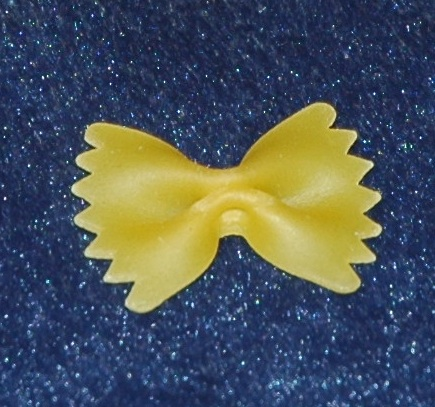
Farfalle

Těstoviny jsou potravinový produkt, který se vyrábí z nekynutého a chemicky nekypřeného těsta. Pocházejí z Itálie. Připravují se zejména z pšenice, pitné vody a přídavných látek k jejich obarvení nebo ochucení. Těstoviny se doporučují vařit v osolené vodě (zhruba jeden litr vody na 100 g těstovin).
Rozlišujeme těstoviny vaječné a bezvaječné. Dále se můžeme setkat s těstovinami semolinovými, celozrnnými pšeničnými nebo špaldovými, ječnými nebo žitnými. V obchodech zdravé výživy jsou dnes k dostání také těstoviny z bezlepkové mouky – pohankové, kukuřičné nebo rýžové.

## Historie
Těstoviny pocházejí z Itálie, první zmínka o nich pochází z 1. století n. l. ve známé Apiciově knize (který žil v době císaře Tiberia), kde je popisována příprava sekaného masa nebo ryb obložených těstovinami „lagana“ (předchůdce lasagne). Další historický záznam pochází z dvanáctého století, kdy Gugliemo di Malavelle popisuje hostinu, při které se podávaly macarrones sen logana, což v překladu znamená těstoviny v omáčce. A o století později se v historii objevuje těstovina Jacopore da Todi.

## Druhy těstovin

### Plněné
- Tortellini: těstovinové taštičky ve tvaru prstýnku, ve kterých se skrývá maso nebo sýrová náplň. Tortellini [čti tortelíny, množné číslo od italského slova tortellino, v překladu „malý koláček“] jsou italské semolinové těstoviny v podobě kroužku neboli prstýnku s různými náplněmi pocházející z italské provincie Bologna. Vybrat si můžete tortellini s náplní masovou, sýrovou, houbovou nebo ricotta & špenát. Tradiční výrobci tortellin jsou Pastifico Bolognese a Azienda Cerlacchia.
- Ravioli: těstovinové taštičky ve tvaru čtverečků. Ravioli [množné číslo od italského slova raviolo, pocházející ze slovesa riavolgere „zabalit“] jsou italské semolinové těstoviny v podobě čtverečku, zvané též taštičky, s masovou náplní, typické pro italský region severní Itálie Emilia Romagna.
- Cappelleti: plněné těstoviny ve tvaru malých kloboučků.
- Canelloni: závitky z nudlového těsta plněné různými náplněmi. Cannelloni (čti kanelóny) jsou těstoviny ve tvaru dutého válečku, které se plní většinou sýrem, ricottou, špenátem nebo mletým masem a zapékají v troubě s bešamelovou nebo rajčatovou omáčkou. Canelloni nevyžadují předvaření a jsou cca 8–10 cm dlouhé a mají průměr cca 2 cm.

### Neplněné
- Spaghetti: špagety.
- Spaghettini: velmi tenké špagety.
- Bucatini: dlouhé špagety, uvnitř duté.
- Maccheroni: široké roury (případně zahnuté – „kolínka“).
- Mafaldine: široké nudle s vlnovým zakončením
- Linguine: tenké, placaté špagety.
- Fettuccine: široké nudle (širší než tagliatelle).
- Tagliatelle: široké nudle.
- Pappardelle: do klubíček stočené asi 1 cm široké nudle.
- Penne: široké kratší rourky se zkosenými konci, nazývané též makaronky.
- Pizzoccheri: rovné nudle z 80 % pohankové mouky.
- Rigatoni: podobné penne, jen delší a s rovnými konci.
- Lasagne: asi 2,5 cm široké a 8 cm dlouhé těstovinové pláty.
- Farfalle: těstoviny ve tvaru mašliček – motýlků.
- Fusilli: vřetena.
- Gemelli: stočené, užší než Fusilli
- Gnocchi: ve skutečnosti nepatří mezi těstoviny, kvůli jejich způsobu přípravy. Jsou z bramborového těsta a jde tudíž o druh knedlíku.
- Radiatori: tvar noků s žebrováním.
- Cannelloni: těstovinové trubičky, které se plní sýrem, špenátem apod.
- Orecchiette: těstoviny ve tvaru 'oušek'.
- Cavatelli: asi tři centimetry dlouhé těstoviny.
- Casarecce: domácí těstoviny svinuté do tvaru písmene S.
- Rotelle: těstoviny ve tvaru kola od vozu.
- Spätzle: špecle

### Polévkové
- Stelline: malé hvězdičky, které se používají jako zavářka (do polévek).
- Peperini: malé kuličky/kostičky, nejspíš nejmenší typ polévkových nudlí.
- Alfabetti: malá písmenka a čísla, v oblibě zejména dětmi.
- Anellini: malé kroužky.
- Capellini tagliati: nalámané velmi tenké špagety.
- Conchigliette: mořské ulity.
- Farfalline: farfalle v malém provedení.